# Флаг Буэнос-Айреса
Флаг Буэнос-Айреса, столицы Аргентины, официально утверждён 24 октября 1995 года, изображает орла, символа герба династии Габсбургов, к которым принадлежал император Карл V. Это потому, что Буэнос-Айрес был основан в 1536 году во время его правления в качестве короля Испании, и второго основания города в 1580 году во время правления его сына Филиппа II